# Tatyana Rostislavovna Mitkova
Tatyana Rostislavovna Mitkova (tiếng Nga: Татья́на Ростисла́вовна Митко́ва), sinh ngày 13 tháng 9 năm 1957 tại Moskva là phó tổng giám đốc và trưởng ban biên tập tin tức của đài truyền hình NTV. Bà trở nên nổi tiếng từ năm 1991 vì đã từ chối đọc trên đài truyền hình bản văn chính thức của nhà nước Liên Xô cảnh cáo vụ Cộng hòa Xã hội chủ nghĩa Xô viết Litva tuyên bố "tái lập quốc gia Litva" tách khỏi Liên Xô.
Năm 1991, bà là một trong 5 nhà báo được trao Giải Tự do Báo chí Quốc tế đầu tiên của Ủy ban bảo vệ các nhà báo.

## Cuộc đời và Sự nghiệp
Bà tốt nghiệp trung học ở trường số 56 Moskva. Sau đó bà theo học lớp báo chí buổi tối tại Phân khoa báo chí của Đại học Quốc gia Moskva và tốt nghiệp năm 1982. Trong thời gian theo học, bà làm phóng viên cho đài phát thanh quốc gia Liên Xô. Sau đó bà sang làm việc ở chương trình "Một trăm hai mươi phút" phát sóng mỗi buổi sáng của đài truyền hình nhà nước Liên Xô, cũng như chương trình Toàn cảnh thế giới  phát sóng mỗi chiều chủ nhật lúc 19 giờ . Tháng giêng năm 1991, bà từ chối đọc trên đài truyền hình bản văn chính thức của nhà nước Liên Xô cảnh cáo vụ Litva tuyên bố "tái lập quốc gia Litva" tách khỏi Liên Xô, và bà bị sa thải.
Mùa hè năm 1991 bà làm việc cho đài truyền hình nhà nước được đặt tên lại là Ostankino cho tới tháng 10 năm 1993. Thời gian này Tatiana Mitkova đã làm một phóng sự đặc biệt về việc cộng tác giữa một số giáo sĩ cấp cao của Giáo hội Chính thống giáo Nga với cơ quan KGB trong thời Xô Viết.
Tháng 10 năm 1993, bà sang làm việc cho hãng truyền hình tư nhân NTV của Media-Most mới thành lập, phụ trách chương trình thông tin Sevodnia (Ngày nay) phát sóng vào buổi tối. Năm 2000 có sự tranh chấp về quyền làm chủ đài NTV giữa Media-Most của Vladimir Gusinsky và Công ty truyền thông Gazprom của Boris Jordan. Tháng Giêng năm 2001, bà bị công tố viên gọi ra tòa hỏi về vụ được cho là khoản vay 70.000 dollar Mỹ mà đài truyền hình NTV vay của Công ty truyền thông Gazprom. Giấy triệu tập tới giữa thời điểm Công ty truyền thông Gazprom dự định tiếp quản đài truyền hình NTV của Media-Most, và Mitkova mô tả sự việc này là một "áp lực tâm lý và là sự đe dọa trực tiếp các nhà báo". Vào cuối tháng, một tòa án Moskva cho Công ty truyền thông Gazprom quyền kiểm soát Media-Most làm chủ đài NTV, một đài truyền hình mà tờ BusinessWeek mô tả là "đài truyền hình quốc gia độc lập duy nhất của Nga" còn tờ New York Times thì gọi là "tiếng nói cuối cùng trên phạm vi toàn quốc chỉ trích tổng thống Vladimir V. Putin". Mặc dù có vụ đóng cửa đài truyền hình để làm áp lực của một số nhà báo không chịu "hứa trung thành " với ban quản lý mới, nhưng người chủ mới Boris Jordan đã thuyết phục Mitkova ở lại làm việc cho đài truyền hình này.
Ngày 25.4.2001 bà được nhất trí bầu làm trưởng ban biên tập và tháng 6 năm 2004 bà trở thành phó tổng giám đốc đài truyền hình NTV kiêm giám đốc phụ trách mảng tin tức. Từ ngày 24.10.2011, bà đưa ra chương trình cải cách Sevodnia. Itogui (Ngày nay.Kết quả).
Năm 2001, BBC News mô tả bà là một trong những người "trình bày tin tức nổi tiếng nhất" của Nga.

## Đời tư
Tatyana Mitkova kết hôn với Vsevolod Borisovich Soloviev, một nhà báo quốc tế. Họ có một con trai là Dmitri.